# Antichamber
Antichamber è un videogioco a piattaforme del 2013, sviluppato e pubblicato da Demruth per Microsoft Windows, macOS e Linux. Pubblicato il 31 gennaio 2013 in versione digitale su Steam, il gioco è stato creato da Alexander Bruce tramite il motore grafico Unreal Engine 3. Antichamber racconta, tramite una serie di puzzle, dei fenomeni che si possono verificare all'interno di spazi immaginari creati dal motore del gioco come passaggi nascosti o stanze che si trasformano senza l'accorgimento del giocatore. Il gioco include elementi di esplorazione psicologica attraverso brevi messaggi di consigli che spesso aiutano il giocatore a capire le soluzioni degli enigmi. Il gioco, dopo essere stato diffuso su Steam solo per Microsoft Windows, ha acquisito il supporto per Linux e macOS grazie all'Humble Indie Bundle 11 nel febbraio 2014.

## Modalità di gioco
In Antichamber, il giocatore controlla il protagonista senza nome da una prospettiva in prima persona. Il giocatore comincia in un'anticamera con quattro mura. Da una parte c'è il menu per impostare le varie opzioni di gioco, mentre dall'altra un conto alla rovescia a partire da novanta minuti. Un secondo muro fornisce una mappa dello spazio del gioco che si completerà ogni volta che il giocatore visita delle stanze specifiche (evidenziando i passaggi che il giocatore deve ancora esplorare) e consente al giocatore di capire in che punto del percorso deve continuare per vedere nuove stanze. Un terzo muro mostra una serie di icone in stile cartone e un testo di suggerimento offuscato che viene aggiunto man mano che il giocatore li trova tutti sui muri dello spazio di gioco. Il quarto muro è una finestra che mostra l'obiettivo finale, l'uscita della stanza, che il giocatore deve capire come raggiungere.
Gli elementi di puzzle delle varie camere sono molto variegati e alcuni elementi del livello possono cambiare dopo aver superato determinati punti o anche in base alla direzione in cui il giocatore si trova di fronte quando attraversa il livello. I raggi laser sono usati come meccanismi per controllare le varie porte e alcuni richiedono di essere bloccati o sbloccati a seconda della porta che si vuole attraversare. Inizialmente il giocatore può attivarli autonomamente. Successivamente, il giocatore ottiene l'accesso a una serie di pistole colorate, ciascuna delle quali aiuta il giocatore ad accedere a più spazi. Inizialmente, la pistola può raccogliere un numero qualsiasi di piccoli cubetti che possono essere usati per bloccare i raggi laser, per usarli come piattaforme o per superare gli ostacoli. Altre pistole possono essere utilizzate per far crescere i blocchi se sono posizionati in schemi specifici. Alcune aree sono zone morte che rimuovono qualsiasi blocco memorizzato nella pistola. Dopo che la maggior parte degli enigmi è stata segnalata nel muro delle icone, questi possono essere attivati per dare un suggerimento sul puzzle appena completato. In qualsiasi momento, il giocatore può tornare alla prima stanza e usare la mappa per navigare in altre aree. Questo ripristina qualsiasi progresso fatto su specifici enigmi anche se il giocatore conserva le armi che ha ottenuto.
Dopo aver completato un nucleo di puzzle, il giocatore può quindi accedere alla porta di uscita, dalla quale inizia a inseguire una grande forma nera simile a una nuvola, usando tutte le tecniche di risoluzione che ha imparato nel corso del gioco. Alla fine sarà in grado di catturare la nuvola all'interno della sua pistola e il giocatore potrà entrare in un'area finale più ampia, con una marea di ponti e tre cerchi che ruotano intorno ai ponti. Il giocatore dovrà continuare tra i ponti finché non entra in uno dei cerchi, che contengono pezzi che tornano a formare il logo del gioco, infatti, posizionato il cubo nero nell'apposito spazio, si formerà il logo del videogioco. Poi, incomincerà ad aspirare tutto quello che gli sta attorno fino a terminare il gioco, seguentemente, verranno nominati tutti gli sviluppatori della Demruth.

## Sviluppo
L'idea di Antichamber cominciò già nel 2006 grazie a Alexander Bruce, il quale creò un gioco di combattimento in arena basato su Snake in multiplayer. Lo sviluppo vero e proprio del gioco non è iniziato fino al 2009 ma si è concentrato soprattutto nel 2010. Bruce ha sviluppato il gioco, originariamente intitolato Hazard: The Journey of Life, usando il linguaggio UnrealScript del motore grafico Unreal Engine 3. Bruce ha affermato di aver abbandonato l'idea di un gioco a combattimenti per concentrarsi maggiormente su un puzzle game a singolo giocatore. Parte di questo cambiamento ha fatto sì che Bruce si concentrasse più sul creare spazi di gioco differenti e con oggetti inesistenti all'interno del motore grafico. Quando Bruce ha riconosciuto che in qualche modo c'era la possibilità di fare un gioco single player con la creazione di spazi e puzzle in cui il giocatore doveva capire il funzionamento e le regole, ha ampliato il gioco in quella direzione. Bruce ha affermato in un'intervista del 2011 che "il gioco è iniziato con la geometria... Avevo bisogno di trovare un modo per rappresentare quella [geometria] ai giocatori... quindi avevo bisogno di capire perché quella geometria non era fisica e mi ci sono voluti un paio d'anni ma dopo aver unito geometria, spazio e percezione insieme, ho capito che la vera ragione per cui questo gioco è interessante e funziona è perché riguarda la psicologia". Mentre Bruce elaborava i puzzle, scoprì che l'aggiunta di idee filosofiche aiutava a condurre progetti enigmistici e rendeva parte dell'approccio di Antichamber. Lo stile semplice del gioco era in parte per distinguere il gioco dagli altri giochi creati in Unreal Engine, ma anche per aiutare a mascherare il lavoro dietro il sistema di illuminazione inversa usato nel gioco.
Il 2 aprile 2012, Antichamber è diventato il settimo gioco a ricevere finanziamenti dall'Indie Fund e Bruce ha citato il premio scrivendo "fondi finiti" per garantire la pubblicazione nel 2012. Il gioco è stato ultimato e messo sul mercato nel gennaio 2013.